# 玛丽安·雷文
玛丽安·雷文 （英語：Marion Raven，1984年5月25日—）出生于挪威，小時候為挪威童星，在青少年時期便已經以M2M團體獲得了國際名聲，現時為创作歌手。

## 简介
1984年，玛丽安·雷文出生于挪威，其父亲為雷文，其母為梅哈斯，有一名兄長和两名妹妹。年轻时，雷文就喜欢唱歌跳舞，偶尔创作歌词。5岁时，雷文加入了当地教堂的唱诗班。7岁时，她成为St. Laurentsius choir乐团的一员。8岁时，雷文就开始练习钢琴和芭蕾舞。1993年，挪威百老汇演出了她的作品《音乐之声》。10岁时，挪威百老汇演出了她的《绿野仙踪》。

## 作品

### 专辑
- 2005年，《Here I Am》
- 2007年，《Set Me Free》
- 2013年，《Songs from a Blackbird》

### EP
- 2006年，《Heads Will Roll》

### 单曲
- End of Me （2005年）
- Break You （2005年）
- Here I Am （2005年）
- Heads Will Roll （2006年）
- Falling Away （2007年）
- Flesh and Bone （2010年）
- Found Someone （2010年）
- Colors Turn to Grey （2012年）

### 特色单曲
- It's All Coming Back to Me Now （2006年）

## 奖项
2005年，北欧音乐专辑奖提名。
2005年，欧洲音乐大奖提名。